# 1923 год в кино

## Фильмы

### Мировое кино
- «Верное сердце»/Coeur fidèle, Франция (реж. Жан Эпштейн)
- «Души на продажу»/Souls for Sale, США (реж. Руперт Хьюз)
- «Золотоискатели»/The Gold Diggers, США (реж. Гарри Бомонт)
- «Жёны бедняков»/Poor Men’s Wives, США (реж. Луи Ганье)
- «Колесо»/La roue, Франция (реж. Абель Ганс)
- «Наконец в безопасности»/Safety Last!, США (реж. Фред Ньюмайер и Сэм Тэйлор)
- «Огненная рубашка»/Ateşten Gömlek, Турция (реж. Мухсин Эртугрул)
- «Пилигрим»/The Pilgrim, США (реж. Чарли Чаплин)
- «Прекрасная нивернезка»/La Belle Nivernaise, Франция (реж. Жан Эпштейн)
- «Розита»/Rosita, США (реж. Эрнст Любич)
- «Улица»/Die Straße, Германия (реж. Карл Грюне)
- «Улыбающаяся мадам Беде», Франция (реж. Жермен Дюлак)

### Советское кино

#### Фильмы ЗСФСР

##### Азербайджанская ССР
- «Легенда о Девичьей Башне», (реж. Владимир Баллюзек)

#### Фильмы УССР
- «Призрак бродит по Европе», (реж. Владимир Гардин)
- «Слесарь и Канцлер», (реж. Владимир Гардин)

#### Фильмы совместных производителей
- «Красные дьяволята», (реж. Иван Перестиани)

## Знаменательные события
Снят первый советский мультфильм «Сегодня», реж. Дзига Вертов.

## Персоналии

### Родились
- 1 января — Выло Радев, болгарский кинорежиссёр, сценарист, оператор и педагог (ум. 2001).
- 15 января — Евгений Весник, советский актёр театра и кино (ум. 2009).
- 12 февраля — Франко Дзеффирелли, итальянский режиссёр театра и кино, художник, продюсер и сценарист (ум. 2019).
- 24 февраля — Морис Гаррель, французский актёр театра и кино (ум. 2011).
- 24 февраля — Кэрол Галлахер (англ. Carole Gallagher), американская актриса[1] (ум. 1966).
- 24 февраля — Пак Нам Ок, корейская актриса, кинорежиссёр и сценарист, считается первой кореянкой, снявшей отечественный фильм в своей стране (ум. 2017).
- 24 февраля — Фред Стейнер, американский композитор, дирижёр, оркестровщик, историк кино и аранжировщик для телевидения, радиовещания и кинематографа[2][3] (ум. 2011).
- 24 апреля — Пётр Слабаков, болгарский актёр кино и телевидения (ум. 2009).
- 14 июня — Владислав Нехребецкий, польский кинорежиссёр-аниматор (ум. 1978).
- 20 июня — Николай Ерёменко-старший, советский актёр театра и кино (ум. 2000).
- 26 сентября — Дев Ананд, индийский актёр (ум. 2011).
- 4 октября — Чарлтон Хестон, американский актёр, лауреат премии «Оскар» (ум. 2008).
- 5 декабря — Борис Табаровский, советский и украинский актёр театра и кино (ум. 2004).
- 7 декабря — Николай Фигуровский, советский кинорежиссёр и сценарист игровых фильмов, актёр (ум. 2003).
- 15 декабря — Инге Келлер, немецкая актриса театра, кино и телевидения (ум. 2017).
- 19 декабря — Гордон Джексон, шотландский актёр, обладатель премии Эмми (ум. 1990).